# Breede
Breede (en groningois : Brij ou Breij) est un hameau de la commune néerlandaise de Het Hogeland, situé dans la province de Groningue.
Il appartient à la commune d'Eemsmond avant le 1er janvier 2019, quand celle-ci est rattachée à Het Hogeland.